# Hollerath
Hollerath ist ein Ortsteil der Gemeinde Hellenthal in Nordrhein-Westfalen.

## Lage
Das Dorf liegt naturräumlich auf der Hollerather Hochfläche (282.60), die zur Schnee-Eifel gehört. Es liegt im Westen der Gemeinde Hellenthal und damit direkt an der Grenze zu Belgien. Nördlich des Ortes fließt der Platißbach, östlich der Prether Bach und südlich dessen Zufluss Ramsbach. Im Zitterwald, 2,2 km südwestlich von Hollerath, liegt die Quelle der Olef.
Durch den Ort verläuft die Bundesstraße 265.

## Geschichte
Am 1. Juli 1969 wurde Hollerath nach Hellenthal eingemeindet.

### Wappen
| Wappen der früheren Gemeinde Hollerath | Blasonierung: „In Gold (Gelb) über einem erhöhten schwarzen Dreiberg, darin gekreuzte silberne (weiße) Köhlerhacken, drei rote Flammen.“                        |
| Wappen der früheren Gemeinde Hollerath | Wappenbegründung: Das Wappen wurde 1966 vom nordrhein-westfälischen Innenminister verliehen. Es erinnert an die frühzeitliche Köhlerwirtschaft in der Gemeinde. |

## Tourismus und Sehenswürdigkeiten

Hollerath
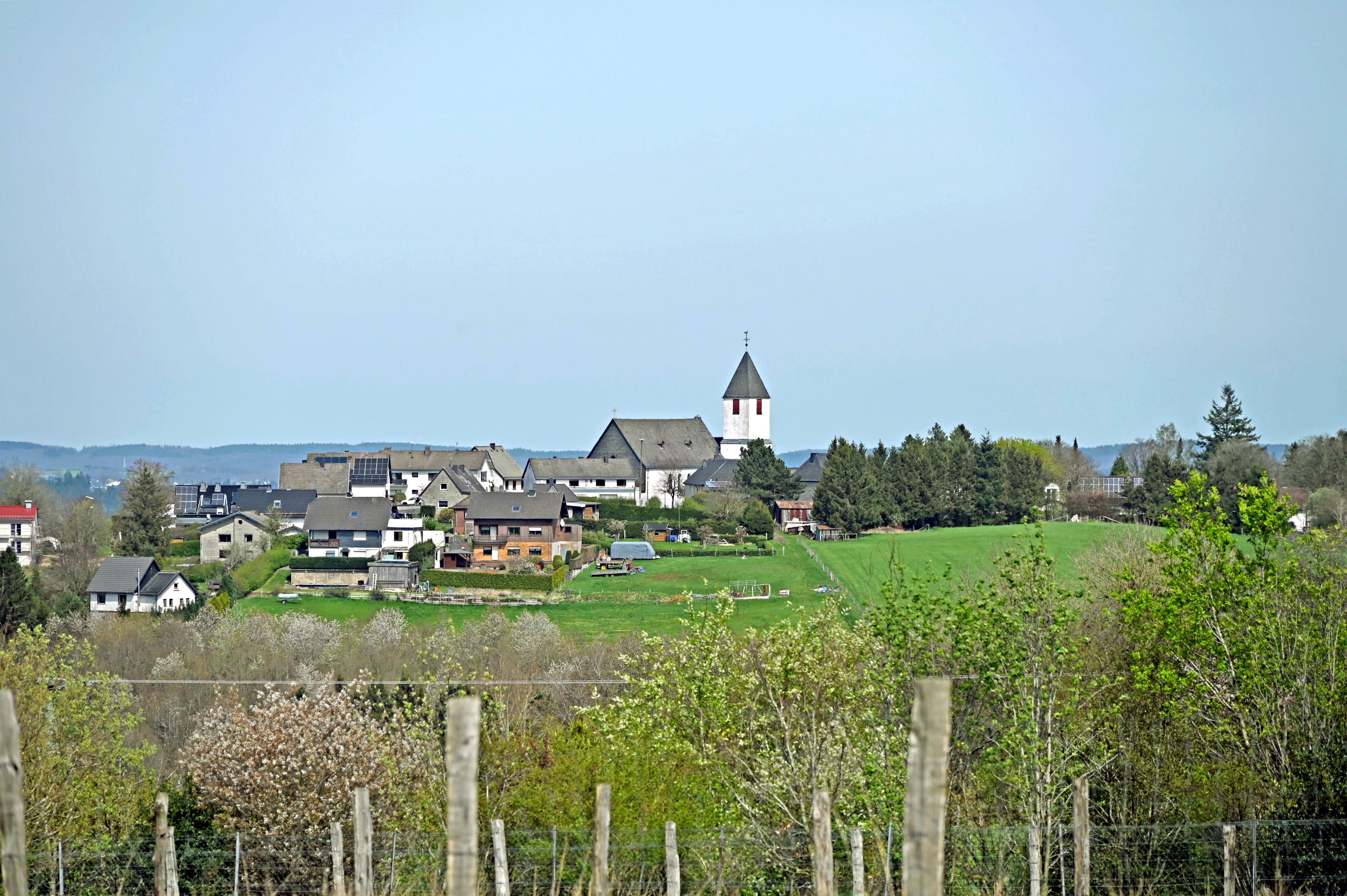
Ortskern
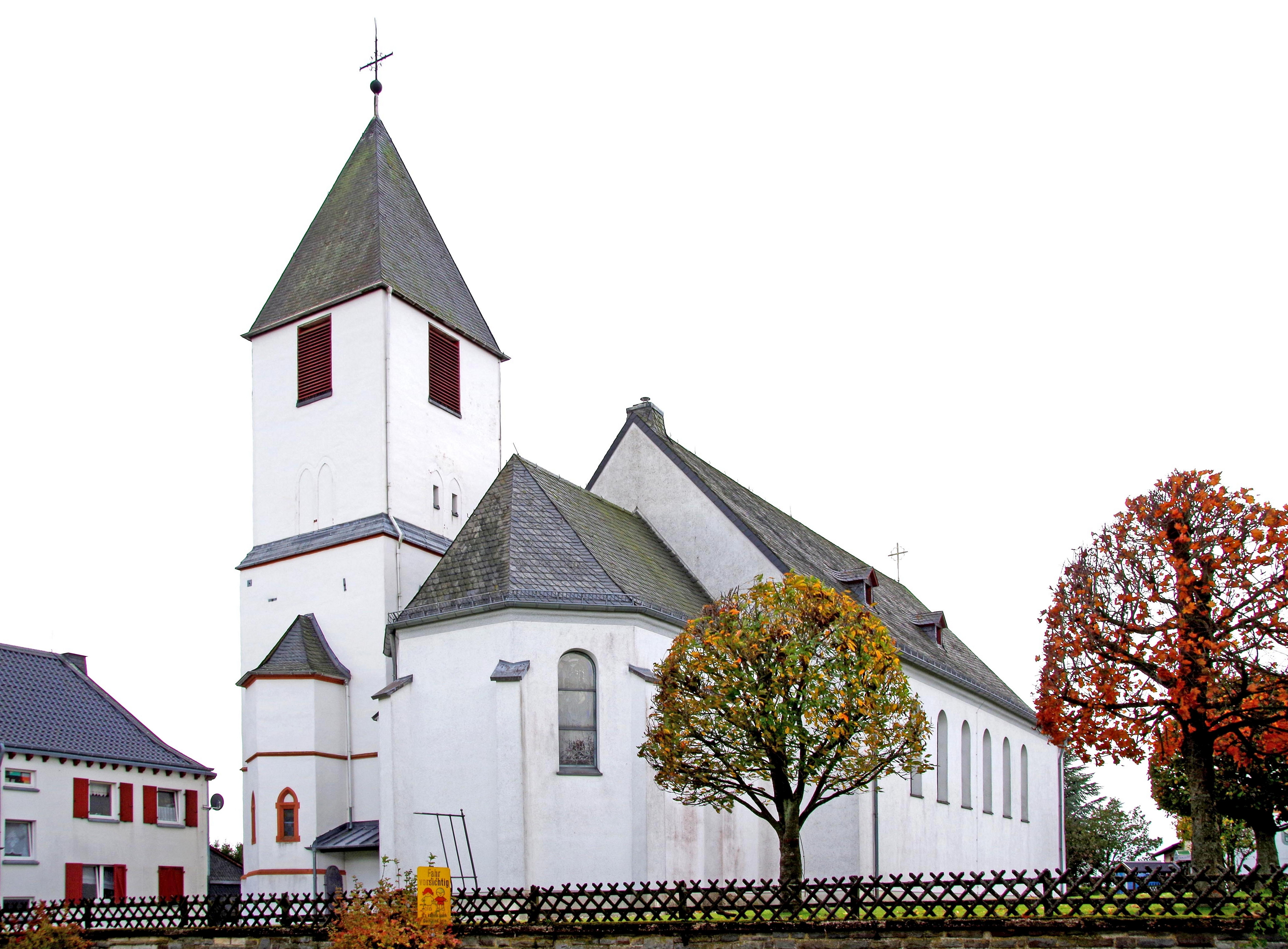
Pfarrkirche St. Bernhard
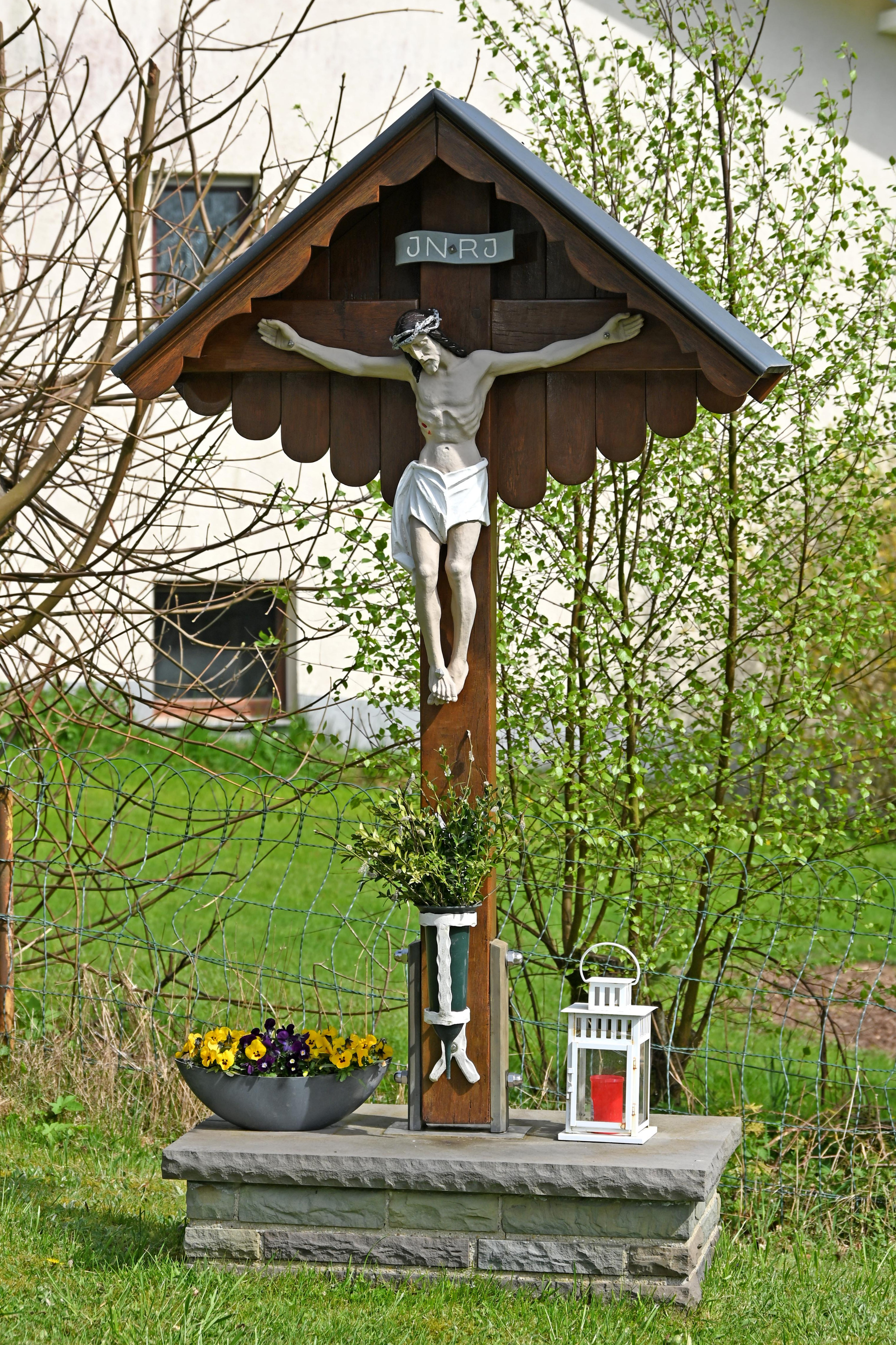
Wegekreuz
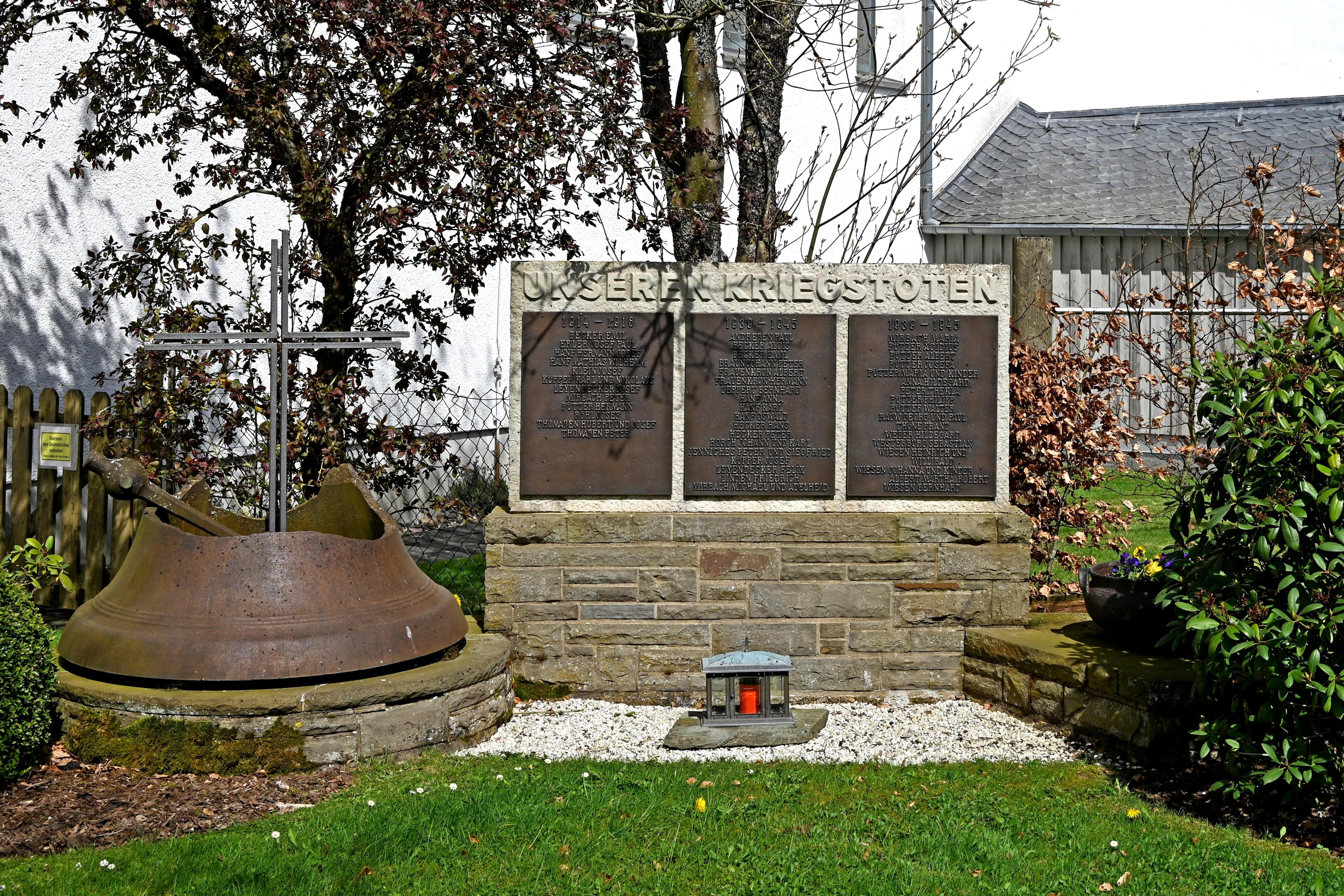
Kriegsopfer-Denkmal
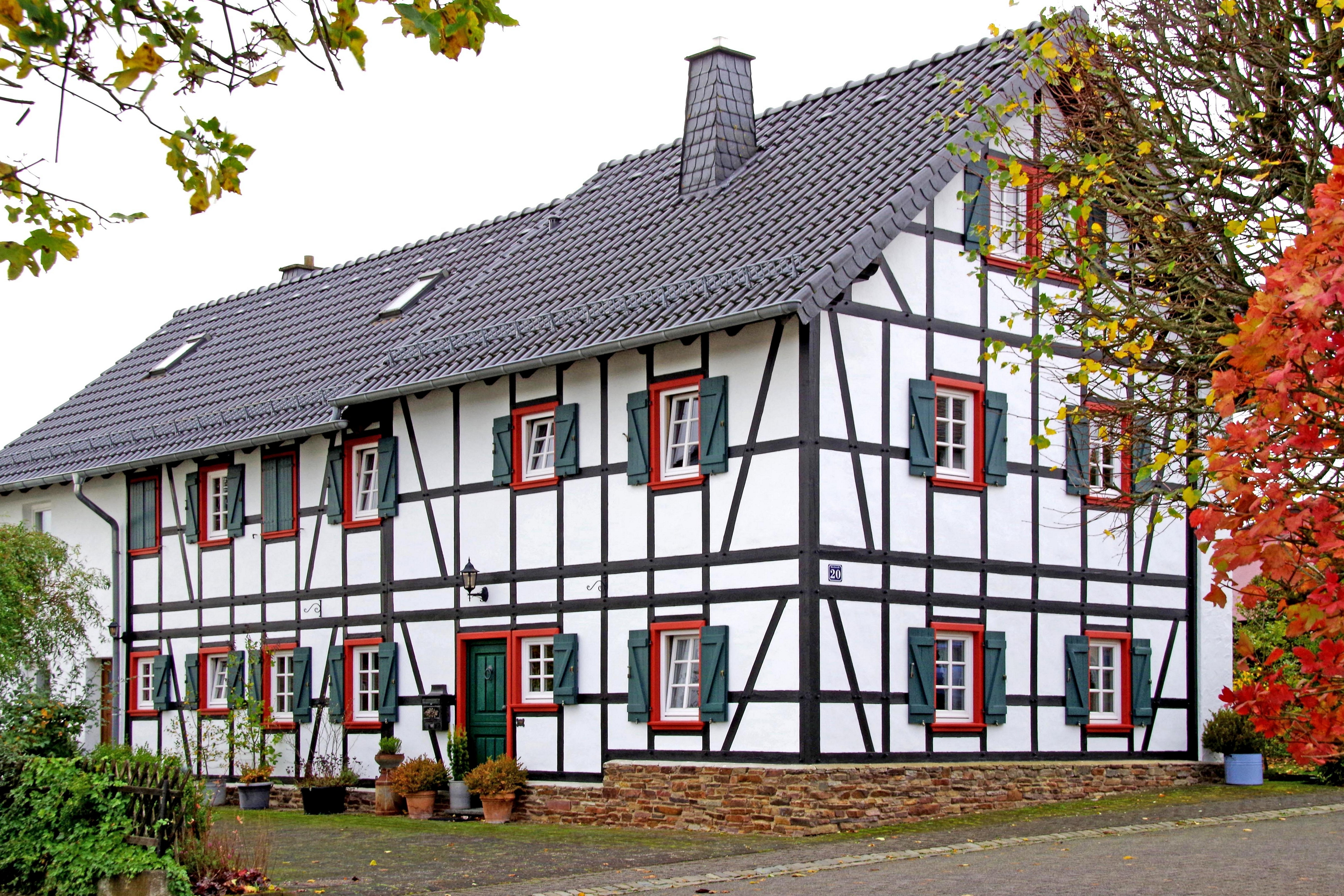
Fachwerkhaus, Kirchstraße

Überregional bekannt ist Hollerath (früher: Luftkurort Hollerath) für sein Wintersportgebiet und seinen Skilift (⊙). Skiläufer der Langlaufabteilung des Sportvereins DJK Hollerath haben bei regionalen, deutschen und europäischen Meisterschaften und Wettkämpfen Siege erringen können. Der Skiclub Bonn e. V. von 1907 unterhält in Hollerath die „Bonner Skihütte“, ein im Jahre 1913 erbautes Fachwerkhaus. Der Wintersport-Verein Köln e. V. unterhält ebenfalls seine Skihütte in Hollerath, 1948 auf den Grundmauern eines im Krieg stark zerstörten ehemaligen Polizeihauses vom WSV Köln aufgebaut. Jahrzehntelang, bis in das Jahr 2016, unterhielten die Duisburger Realschulen eines ihrer Schullandheime in Hollerath.
Hollerath wird auch mit den Narzissenwiesen am oberen Lauf der Olef assoziiert, von welchen Teile als Stiftungsfläche unter der Schirmherrschaft der Loki Schmidt Stiftung stehen.
Eine weitere Sehenswürdigkeit ist die Katholische Pfarrkirche. Sie ist St. Bernhard geweiht und wurde 1948–1950 erbaut.
Nordwestlich von Hollerath gibt es eine Höckerlinie des Westwalls, eine Panzersperre. Der Kölner Philosoph und Künstler Ralf Peters nutzte sie 2016 für eine Kunst-Performance für den Frieden.
Es gibt einen 13 km langen Wander-Rundweg.

## Verkehr
Die VRS-Buslinie 839 der RVK verbindet den Ort, überwiegend als TaxiBusPlus nach Bedarf, mit seinen Nachbarorten und mit Hellenthal.
| Linie | Verlauf |
| ----- | --- |
| 839   | MiKE (außer im Schülerverkehr): Hellenthal Busbf – Platiß – (Unterpreth –) Hollerath – Ramscheid – Ramscheiderhöhe – (Miescheid –) Udenbreth – Losheimergraben – Losheim – Kehr |

Zuletzt 2021 verkehrte außerdem an Wochenenden von April bis Oktober die Fahrradbuslinie 771 von Schmidtheim nach Hellenthal und zurück.

## Persönlichkeiten
- Hubert Wachtendonk (1928–1985), Dichter und Heiler[14]
- Herbert Becker (* 13. November 1939 in Hollerath), Pater und Steyler Missionar, chilenischer Ehrenbürger[15][16]